# Master série Vol. 2
Albums de Diane Dufresne
Master série Vol. 1
(1989) Diane
(1991)

Master série Vol. 2 est une compilation de la chanteuse québécoise Diane Dufresne. Elle est la deuxième partie du Best of Master série Vol. 1 édité en 1989.

## ÉditionCD

### Titres
| No  | Titre                                                    | Paroles             | Musique                         | Durée |
| --- | -------------------------------------------------------- | ------------------- | ------------------------------- | ----- |
| 1.  | Partir pour Acapulco (En concert)                        | Luc Plamondon       | François Cousineau              | 5:20  |
| 2.  | Cinq à sept                                              | Luc Plamondon       | Germain Gauthier                | 5:00  |
| 3.  | La vérité                                                | Maxime Le Forestier | François Cousineau              | 6:17  |
| 4.  | Les hauts et les bas d'une hôtesse de l'air (En concert) | Luc Plamondon       | François Cousineau              | 6:13  |
| 5.  | Le Parc Belmont                                          | Luc Plamondon       | Christian Saint-Roch            | 6:16  |
| 6.  | Laissez passer les clowns                                | Luc Plamondon       | François Cousineau              | 6:48  |
| 7.  | Duodadieu                                                | Luc Plamondon       | François Cousineau, Serge Fiori | 7:23  |
| 8.  | La main de Dieu (En concert)                             | Luc Plamondon       | François Cousineau              | 7:04  |
| 9.  | Fellini                                                  | Luc Plamondon       | Christian Saint-Roch            | 4:50  |
| 10. | J'me sens ben (En concert)                               | Luc Plamondon       | François Cousineau              | 5:12  |
| 11. | La chanteuse straight (En concert)                       | Luc Plamondon       | François Cousineau              | 4:09  |
| 12. | Berceuse pour un homme (En concert)                      | Luc Plamondon       | François Cousineau              | 2:36  |
| 13. | Les adieux d'un sex symbol (En concert)                  | Luc Plamondon       | Michel Berger                   | 6:22  |

## Crédits
- Musiciens : Multiples
- Photos : x
- Label : Barclay, PolyGram Music